# Takhini-Kopper King
Circonscription électorale territoriale du Canada
Takhini-Kopper King est une circonscription territoriale à l'Assemblée législative du Yukon, territoire du Canada.
La circonscription a été créée lors de l'élection territoriale du mardi 11 octobre 2011.

## Liste des députés
|  | 2011 - 2016     | Kate White | Néo-Démocrate |
|  | 2016 - 2021     | Kate White | Néo-Démocrate |
|  | 2021 - en cours | Kate White | Néo-Démocrate |

## Résultats électoraux
| Élections générales yukonnaises de 2016 | Élections générales yukonnaises de 2016 | Élections générales yukonnaises de 2016 | Élections générales yukonnaises de 2016 |
| Candidat                                | Candidat                                | Parti                                   | # de voix                               |
| --------------------------------------- | --------------------------------------- | --------------------------------------- | --------------------------------------- |
|                                         | Kate White                              | NPD                                     | 605                                     |
|                                         | Jeane Lassen                            | Libéral                                 | 478                                     |
|                                         | Vanessa Innes                           | Parti du Yukon                          | 229                                     |
| Total                                   | Total                                   | Total                                   | 1312                                    |

| Élections générales yukonnaises de 2011 | Élections générales yukonnaises de 2011 | Élections générales yukonnaises de 2011 | Élections générales yukonnaises de 2011 |
| Candidat                                | Candidat                                | Parti                                   | # de voix                               |
| --------------------------------------- | --------------------------------------- | --------------------------------------- | --------------------------------------- |
|                                         | Kate White                              | NPD                                     | 458                                     |
|                                         | Samson Hartland                         | Parti du Yukon                          | 316                                     |
|                                         | Cherish Clarke                          | Libéral                                 | 224                                     |
| Total                                   | Total                                   | Total                                   | 998                                     |